# Jalgasbay Berdimuratov
Jalgasbay Karlibay uli Berdimuratov (ur. 27 marca 1997) – uzbecki zapaśnik walczący w stylu klasycznym. Olimpijczyk z Tokio 2020, gdzie zajął czternaste miejsce w kategorii 77 kg. Srebrny medalista mistrzostw świata w 2022 i brązowy w 2019 roku. 
Wygrał igrzyska azjatyckie w 2022. Mistrz Azji w 2021 i 2025; drugi w 2022; trzeci w 2020 i 2023. Trzeci w Pucharze Świata w 2022. Triumfator igrzysk solidarności islamskiej w 2021. Drugi na mistrzostwach Azji juniorów w 2017; trzeci w 2016 roku.